# Robert Carver
Robert Carver (* 1487; † um 1570) war ein schottischer Mönch und Komponist sakraler Renaissance-Musik. Er ist vor allem für seine polyphone Chormusik bekannt. Carver gilt als der bedeutendste Komponist des 16. Jahrhunderts in Schottland.

## Leben und Werk
Robert Carver gehörte über 36 Jahre hinweg der Scone Abbey in Perthshire an. Zu seinen bekanntesten Werken gehören fünf Messen (davon zwei zu vier, je eine zu fünf, sechs und zehn Stimmen) und zwei Motetten (je eine zu fünf und 19 Stimmen).
Robert Carver wurde merkbar von kontinentaleuropäischen Komponisten beeinflusst. Die von ihm überkommene Musik unterscheidet sich stark von der Musik vieler seiner Zeitgenossen in Schottland und England. Sein Stil zeichnet sich durch zahlreiche Verzierungen und Melismen aus und ähnelt am ehesten der reich verzierten Musik des Eton-Chorbuchs.